# Јусе Сарос
Јусе Сарос (фин. Juuse Saros; 19. април 1995, Хеменлина, Финска) професионални је фински хокејаш на леду који игра на позицији голмана.
Хокеј је почео да игра са 14 година у екипи ХПК-а из финског града Хеменлине, а у такмичарским утакмицама дебитовао је у сезони 2009/10. играјући за јуниорску екипу из свог родног града. Након што је прошао све млађе категорије у клубу, у децембру 2012. потписује први професионални уговор са првим тимом на три године, а у најјачем такмичењу у Финској дебитовао је већ током сезоне 2013/14. током које је бранио на укупно 50 утакмица. Прву сезону је окончао наградом за најбољег дебитанта лиге.
На улазном драфту НХЛ лиге 2013. одабрала га је екипа Нешвил Предаторса у 4. рунди као 99. пика.
Играо је за све млађе селекције репрезентације Финске са којом је освојио бронзану медаљу на светском првенству за играче до 18 година 2013, и злато на првенству за играче до 20 година 2014. године.
Био је члан сениорске репрезентације Финске која је на Светском првенству 2014. у Минску освојила сребрну медаљу (Сарос на том такмичењу није улазио у игру).